# Unshatter
Unshatter ist ein Lied der US-amerikanischen Rockband Linkin Park, das im April 2025 erschien.

## Entstehung und Veröffentlichung
Geschrieben wurde das Lied im Jahr 2024 gemeinsam von den Linkin-Park-Mitgliedern Emily Armstrong, Colin Brittain, Brad Delson, Dave Farrell, Joe Hahn und Mike Shinoda, zusammen mit dem Koautoren Jake Torry. Shinoda zeichnete zudem auch für die Produktion verantwortlich. 
Die Erstveröffentlichung von Unshatter erfolgte als Single am 25. April 2025 bei Warner Music. Diese erschien als digitaler Einzeltrack zum Download und Streaming.

## Kommerzieller Erfolg
Unshatter avancierte kurz nach Erscheinen zum Charthit in Österreich (Rang 61), Deutschland (Rang 63) und der Schweiz (Rang 88).
| ChartsChartplatzierungen | Höchstplatzierung | Wochen |
| ------------------------ | ----------------- | ------ |
| Deutschland (GfK)        | 63 (1 Wo.)        | 1      |
| Österreich (Ö3)          | 61 (1 Wo.)        | 1      |
| Schweiz (IFPI)           | 88 (1 Wo.)        | 1      |